# FREE THE MANE 2 "FREE THE MANE VS 최승로"
"FREE THE MANE 2 "FREE THE MANE VS 최승로"는 2024년 10월 3일에 발매된 B-FREE의 정규 11집이다.

## 앨범 소개
안녕하십니까 신사숙녀 여러분, 반갑습니다.
이번 새로운 파도 음반사에서 들려드릴 FREE THE MANE 2 "FREE THE MANE VS 최승로"는 FREE THE MANE 이 시간 여행을 통해 970년으로 돌아가, 고려에 유교적 정치이념을 퍼뜨린 최승로를 막기위해 암살을 시도 하려하는 이야기 입니다.
그는 자신의 악기를 이용해 하늘의 기운으로 과거로 돌아가는데, 백운대 봉우리에서 환인을 만나 많은 지식과 용기를 얻게 되지요. 또한 깊은 숲속 에서 짐승들 과 어울리며 자연과 대화하는 법도 배우는데, 보름달이 유난히 밝게 빛나던 어느 날 밤, 그는 갑자기 총각 귀신에게 홀려 기억을 잃고 분노로 인해 눈이 멀고 맙니다.
그래서 그는 많은 고난을 겪게 되지요. 그는 과연 이 고난들을 어떻게 이겨낼지 어디한번 들어보실까요?

## 앨범 발매 과정

### 발매 전
2024년 5월 30일에 유튜브 뮤직과 스포티파이에 비프리의 새로운 싱글인 'Farewell 행복한 삼각관계'가 발매되었는데, 이건 설명을 통해 FREE THE MANE 3의 수록곡이라고 하였다. 비프리는 유튜브 영상 댓글에 어떤 사람의 댓글에 FREE THE MANE 2는 거의 다 완성되었고 올해(2024년)에 나올 것 같다고 답글을 달았다. 하지만 FREE THE MANE 2에 대하여 수록곡 선공개되거나 또 다른 이야기는 한 적이 없다. 이후 2024년 9월 20일 인스타그램을 통해 앨범 발매 소식을 알렸다.#
9월 23일, 오후 6시부터 CD, 티셔츠, 스티커 팩이 예약 판매 시작 예정이었으나, 내부 사정으로 인하여 조금 연기되었다. 9월 27일, 오후 6시부터 뉴웨이브레코즈 공식 사이트를 통한 예약 판매가 시작되었다. 앨범 친필 싸인과 티셔츠는 12만원, 앨범과 티셔츠는 9.9만원이며, 앨범만 구매하는 옵션은 없다.
6시 사이트 오픈 후, 몇 시간 뒤 비프리는 인스타그램 스토리로 좋은 피지컬 앨범 퀄리티를 위해 10월 30일에 발송을 시작 한다고 밝혔다.
| 2024년 9월 27일, 해당 앨범 피지컬 판매 안내 공지 후, 비프리 인스티그램 스토리의 글 |
| --- |
| 비프리: 이번 앨범은 음악을 시작한 이후로 제 자신이 처음으로 명반이라고 스스로 생각하는 앨범입니다. 지난 겨울 Free Hukky Shibaseki & the God Sun Symphony Group : Odyssey.1과 King south g, free the mane 'How to be a God (신이되는방법)' 앨범을 만들 당시 동시에 시작한건데 허키와 한 앨범에서 더 잘할려고 혼자 스스로 연습 삼어 만들었습니다. 새벽부터 일 나가서 밤에 조금씩 만진건데 드디어 곧 세상에 나오네요. 그동안은 제가 느낀 분노, 고통을 이 세상에 돌려주고 싶은 미움이 컸는데, 드디어 이 앨범을 마무리 하면서 많은 걸 느끼고 성숙해지며 한이 풀린 느낌이 듭니다. 그 동안 지켜보신 분들 많이 실망도 하셨을텐데 정말 죄송하고 감사드립니다. 앞으로는 더욱 더 밝고 건강한 모습을 보여드리겠습니다. |

2024년 9월 27일 비프리가 인스타로 자신이 명반이라고 생각하는 앨범이라고 자부하며 허키 시바세키와 합작앨범을 만들면서 몰래 만든 앨범이라고 한다. FREE THE MANE 1이 평이 안 좋아서 우려가 있으나 허키와 함께 만든 합작앨범이 리스너들에게 호평을 들었으며 비프리 본인도 직접 명반이라고 언급했기에 기대되는 반응도 있다. 하지만 래퍼가 직접 자신의 새 앨범이 명반이라 말하는 명반 호들갑은 끝이 좋지 못한 표본이 꽤나 있기에 불안한 반응도 있다.
13개 트랙 중, 3개가 선공개 곡이긴 하나, '희대의 얘기꾼'이 비프리 사운드클라우드에 공개한 것을 보아 그 외 두 개 선공개 곡도 기존 선공개 곡과는 다르게 나올 가능성도 있을 수 있다.
자신의 솔로 정규에 주로 자신의 주변 음악하는 동생들을 피쳐링으로 계속 참여시키는 특징이 계속 있었다. FREE THE MANE은 피쳐링만 없었어도 괜찮았다는 피드백들을 반영한지 안 한지는 알 수 없으나, 이번 앨범의 피쳐링은 프로듀서 이름으로 활동하는 아티스트 하나 밖에 없어서 다른 사람의 랩 피쳐링은 없다.
하필 피지컬 앨범 판매 예정 며칠 전, 자신의 인스타그램 게시글로 국민의 힘 도봉구 후보 김재섭과 갈등으로 인한 사건이 선거법 위반으로 공문 종이를 받은 것을 올리고, 김재섭과 악수하고 끝내고 잘 헤어졌는데 이러한 종이를 받았고 3일 동안 구치소에 있었다는 등 울분을 토로한 게시글이 올라왔었으나 게시글을 올린 이틀 뒤 삭제하였다. 게시물을 올리고도 인스타그램 스토리로 김재섭을 태그하여 그냥 남자답게 스파링 뜨시죠라고 올리기도 하였다. 아마 이러한 것은 피지컬 앨범 판매가 늦어진 이유일 수도 있고, 앨범과 티셔츠 가격이 고가인 것에 영향을 미쳤을 수도 있다.

### 발매 후
힙합 커뮤니티에서는 불호에 가까운 평가가 더 많다. 앨범 커버와 독특한 사운드는 호평이지만, 프더메1과 비슷하게 랩 부분이 지적받고 있다. 프리스타일로 녹음된 랩이 너무 헐겁게 들리고 일관적인 주제도 없는 데다가 사운드에 묻히는 경우도 있다. 그리고 앨범의 컨셉도 모호해서 "뭘 말하고 싶은지 모르겠다"는 반응도 많다.
그러다 보니 프리허키처럼 재밌지도 않고, 그렇다고 프더비3처럼 아예 막나가는 것도 아닌, "이도저도 아닌 하위호환격 앨범"이라는 평이 많다.

## 트랙 리스트
| #            | 제목                               | 재생 시간 |
| ------------ | ---------------------------------- | --------- |
| 1.           | 〈평화의 첩보〉                    | 3:25      |
| 2.           | 〈두둑놈의 인생〉 (Feat. MAN MANE) | 2:10      |
| 3.           | 〈On the run〉                     | 4:32      |
| 4.           | 〈4월11일〉                        | 2:47      |
| 5.           | 〈나들이〉                         | 3:21      |
| 6.           | 〈명령〉                           | 3:07      |
| 7.           | 〈Get Away〉                       | 2:56      |
| 8.           | 〈Hotter Summer〉                  | 2:37      |
| 9.           | 〈2 Face〉                         | 2:56      |
| 10.          | 〈희대의 얘기꾼〉                  | 4:00      |
| 11.          | 〈No kids zone〉                   | 2:42      |
| 12.          | 〈Space program〉                  | 7:41      |
| 13.          | 〈Master of ceremony〉             | 2:44      |
| 총 재생 시간 | 총 재생 시간                       | 42:14     |